# Сан-Жозе-ду-Норти
Сан-Жозе-ду-Норти (порт. São José do Norte) — муниципалитет в Бразилии, входит в штат Риу-Гранди-ду-Сул. Составная часть мезорегиона Юго-восток штата Риу-Гранди-ду-Сул. Входит в экономико-статистический микрорегион Литорал-Лагунар. Население составляет 25 071 человек на 2006 год. Занимает площадь 1 117,873 км². Плотность населения — 22,4 чел./км².
Праздник города — 25 октября.

## История
Город был основан в 1738 году.

## Статистика
- Валовой внутренний продукт на 2003 составляет 91.141.414,00 реалов (данные: Бразильский институт географии и статистики).
- Валовой внутренний продукт на душу населения на 2003 составляет 3.722,19 реалов (данные: Бразильский институт географии и статистики).
- Индекс развития человеческого потенциала на 2000 составляет 0,703 (данные: Программа развития ООН).

## География
Климат местности: умеренный. В соответствии с классификацией Кёппена, климат относится к категории Cfb.